# (5783) Kumagaya
(5783) Kumagaya ist ein Asteroid des Hauptgürtels, der am 5. Februar 1991 von den japanischen Astronomen Tsutomu Hioki und Shūji Hayakawa an der Sternwarte von Okutama (IAU-Code 877) in der Präfektur Tokio in Japan entdeckt wurde.
Der Himmelskörper wurde nach der Stadt Kumagaya im Norden der Präfektur Saitama in der Region Kantō auf Honshū, der Hauptinsel von Japan benannt, die während der Edo-Zeit eine Poststation (宿場町 Shukuba-machi) der Nakasendō war.